# セポ・ラテュ
セポ・ラテュ (Seppo Henrik Räty、1962年4月27日 - )は、フィンランドの元陸上競技選手である。ラテュは、1988年ソウルオリンピックから、やり投で3大会連続のメダルを獲得した選手である。
彼は、1991年5月に、イギリスのスティーブ・バックリーが持っていた世界記録を破り、91m98の世界新記録を樹立した。さらに6月にも、96m96の自己の世界記録を更新した。しかし、この世界記録は規格違反のやりで作られたものとして、抹消されることとなった。

## 主な実績
| 年   | 大会                 | 場所                         | 種目   | 結果 | 記録   |
| ---- | -------------------- | ---------------------------- | ------ | ---- | ------ |
| 1987 | 世界陸上選手権       | ローマ（イタリア）           | やり投 | 金   | 83.54m |
| 1988 | オリンピック         | ソウル（韓国）               | やり投 | 銅   | 83.26m |
| 1991 | 世界陸上選手権       | 東京（日本）                 | やり投 | 銀   | 88.12m |
| 1992 | オリンピック         | バルセロナ（スペイン）       | やり投 | 銀   | 86.60m |
| 1994 | ヨーロッパ陸上選手権 | ヘルシンキ（フィンランド）   | やり投 | 銀   | 82.90m |
| 1996 | オリンピック         | アトランタ（アメリカ合衆国） | やり投 | 銅   | 86.98m |